# Shere
Shere és una localitat situada al comtat de Surrey, a Anglaterra (Regne Unit), amb una població estimada el 2016 de 635 habitants.
Està situada al centre de la regió Sud-est d'Anglaterra, prop de la ciutat de Guildford, la capital del comtat i de la regió, i a poca distància al sud del riu Tàmesi i de Londres.